# Смышляев, Дмитрий Емельянович

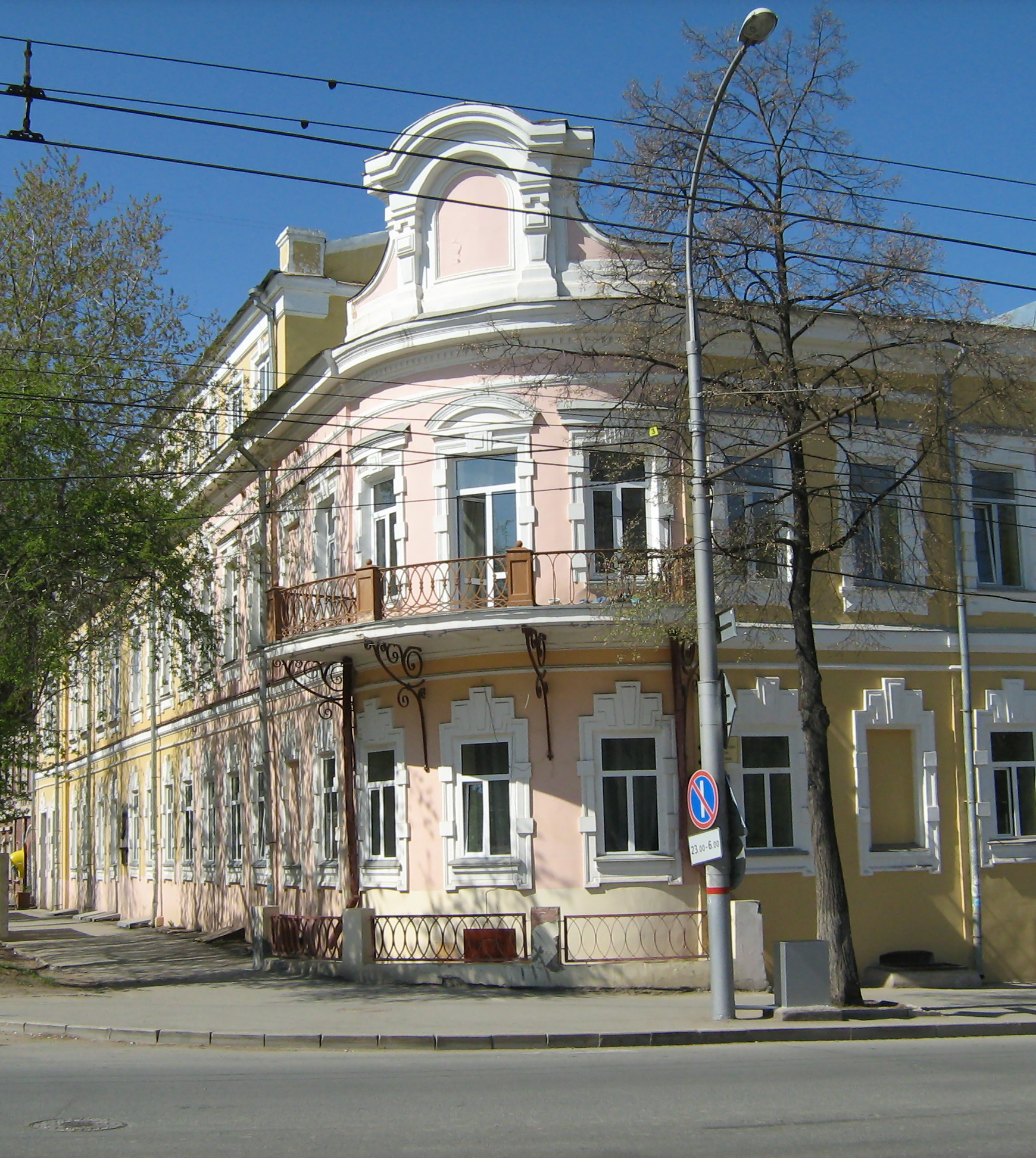
Дом Д. Е. Смышляева (построен в 1842 г.)

Дми́трий Емелья́нович Смышля́ев (2.02.1789, Соликамск — 6 [18] мая 1857, Пермь) — пермский купец 1-й гильдии, меценат и общественный деятель, пермский городской голова в 1823—1826 годах.

## Биография
Родился 2.02. 1789 года в Соликамске, в семье Емельяна Меркурьевича Смышляева, купца 3-й гильдии, владельца кожевенного и мыловаренного заводов. Когда ему было 9 лет, отец разорился и умер. Оставив школу, он поступил на работу к купцу Ивану Братчикову, затем — писцом в Соликамский уездный суд, затем в Верхнемуллинское правление имений княгини Шаховской. В 12 лет, отправившись вместе со своим родственником Я. П. Любимовым на Макарьевскую ярмарку, поступил на работу к купцу Шарапову. Через несколько лет вернулся на родину и открыл своё дело. Затем переехал в Пермь, поселившись в доме сестры, А. Е. Любимовой, и занялся торговлей галантерейными товарами, потом открыл завод церковных свеч и канатную фабрику. В 1811 году переехал в собственный деревянный дом, а в 1815 году купил каменный дом на Торговой улице. В 1814 году женился на Д. А. Лазаревой, в 1823 году овдовел, а в 1824 году женился на А. И. Кузнецовой. Его сын, Дмитрий Дмитриевич Смышляев, родившийся в 1828 году, стал известен как общественный деятель и историк-краевед.
В 1812—1814 годах известный государственный деятель М. М. Сперанский находился в ссылке в Перми. Он нуждался в деньгах, и Смышляев дал ему в долг 5 000 рублей. Между ними установились дружеские отношения.
В 1817—1820 годах служил вторым бургомистром, а в 1823—1826 годах занимал пост городского головы.
В 1820-е годы начал поставлять в Таганрог железо с Суксунских заводов Демидовых. В 1828 году записался в 1-ю гильдию.
Смышляев построил за свой счёт Всесвятскую церковь, а также корпус батальонных казарм, чтобы облегчить «постойную повинность», которую несли домовладельцы Перми. Внёс значительный вклад в восстановление Перми после пожара 1842 года: по его инициативе были построены кирпичные заводы, обеспечившие жителей города дешёвым кирпичом.
Умер 6 (18) мая 1857 года. За заслуги в постройке Новокладбищенской Всесвятской церкви похоронен в склепе под алтарём храма.

## Семья
- Отец — Емельян Меркурьевич Смышляев
- Жена — Д. А. Лазарева (с 1814, умерла 27.08. 1823)
- Жена — Агрипина Ивановна Кузнецова (23.06.1805 г.-- 25.12.1853, в браке с 1824)[8], дочь священника Пермского Петропавловского собора
- Сын — Смышляев, Дмитрий Дмитриевич (1828—1893) краевед и историк Пермского края